# Балмореј (Тексас)
Балмореј (енгл. Balmorhea) град је у америчкој савезној држави Тексас. По попису становништва из 2010. у њему је живело 479 становника.

## Демографија
Према попису становништва из 2010. у граду је живело 479 становника, што је 48 (9,1%) становника мање него 2000. године.
| Група             | 2000.       | 2010.       |
| Белци             | 67 (12,7%)  | 65 (13,6%)  |
| Афроамериканци    | 0 (0,0%)    | 9 (1,9%)    |
| Азијати           | 0 (0,0%)    | 5 (1,0%)    |
| Хиспаноамериканци | 459 (87,1%) | 401 (83,7%) |
| Укупно            | 527         | 479         |